# Tammi Wilson
Tammi Wilson Uluinayau (Auckland, 29 settembre 1973) è un'ex rugbista a 15 e dirigente sportiva neozelandese, due volte campionessa del mondo con le Black Ferns.

## Biografia
Formatasi scolasticamente presso l'Auckland Girls' Grammar School, in cui iniziò a giocare a rugby a 13 fino ad arrivare alla nazionale, passò a fine anni novanta al XV e debuttò per le Black Ferns alla Coppa del Mondo 1998 contro la Germania in una partita che si risolse in una vittoria per 134-0 cui Wilson contribuì con 4 mete.
Alla fine del torneo si laureò campione del mondo; quattro anni dopo fece di nuovo parte della selezione neozelandese che difese il titolo in Spagna e, oltre a riconfermarsi campionessa mondiale con la squadra, a titolo individuale Wilson vinse anche la graduatoria delle marcatrici con 73 punti.
Ritiratasi dalle competizioni, si dedicò all'attività accademica e alla propria professione di fisioterapista; in quest'ultima veste fu ingaggiata anche dallo staff della nazionale femminile samoana a XIII nel 2011.
In tempi più recenti, siede anche nel consiglio di NZRPA, l'associazione dei rugbisti neozelandesi, in qualità di membro indipendente.

## Palmarès
- Coppe del mondo: 2
Nuova Zelanda: 1998, 2002